# Sabanilla (Zamora Chinchipe)
Sabanilla ist eine Ortschaft und eine Parroquia rural („ländliches Kirchspiel“) im Kanton Zamora der ecuadorianischen Provinz Zamora Chinchipe. Sitz der Verwaltung ist die Ortschaft Sabanilla. Die Parroquia besitzt eine Fläche von 307,8 km². Die Einwohnerzahl lag beim Zensus 2010 bei 584. Die Parroquia wurde am 25. April 1955 eingerichtet.

## Lage
Die Parroquia Sabanilla liegt an der Ostflanke der Cordillera Real im Südosten von Ecuador. Der Hauptort liegt auf einer Höhe von 1700 m an der Fernstraße E45 (Loja–Zamora) 16 km nordwestlich der Provinzhauptstadt Zamora. Der Río Zamora durchfließt den Osten der Parroquia. Dessen rechter Nebenfluss Río Sabanilla verläuft entlang der östlichen Verwaltungsgrenze in nördlicher Richtung. Im Westen wird das Gebiet von einem mehr als 3400 m hohen Gebirgskamm begrenzt. 
Die Parroquia Sabanilla grenzt im Nordosten an die Parroquias Guadalupe und Cumbaratza, im Südosten an Zamora, im Südwesten an die Parroquia Malacatos (Kanton Loja, Provinz Loja), im Westen an Loja sowie im Nordwesten an die Parroquia La Victoria de Imbana.

## Wirtschaft
Am Río Zamora wurde ein Wehr errichtet, von dem das Wasser einem abstrom gelegenen Wasserkraftwerk zugeführt wird.

## Ökologie
Der Süden und Westen der Parroquia liegen innerhalb des Nationalparks Podocarpus.